# Cryptolestes minimus
Cryptolestes minimus là một loài bọ cánh cứng trong họ Laemophloeidae. Loài này được Lefkovitch miêu tả khoa học lần đầu tiên vào năm 1962.